# Leptochilus shintenensis
Leptochilus shintenensis är en stensöteväxtart som först beskrevs av Bunzo Hayata, och fick sitt nu gällande namn av Nakaike. Leptochilus shintenensis ingår i släktet Leptochilus och familjen Polypodiaceae. Inga underarter finns listade.